# Македон
Македон е епоним и легендарен първи владетел на Древна Македония.
Съществуват две водещи версии за произхода му според Теогонията е син на Зевс и Тия Тесалийска и брат на Магнет. Според другата – син на Еол, митичен владетел на Еолия.
Според „животински истории“ на Клавдий Елиан, Пинд е син на Македон.